# 波片
波片（英語：Waveplate），又称相位延迟片，它是由双折射的材料加工而成。用于调整光束的偏振状态。常见的波片由单轴晶体（如石英晶体）制作而成，其表面与光轴平行，垂直于光轴的偏振分量（o光）与平行于光轴的偏振分量（e光）在晶体中不发生双折射，但传播速度不同，因而通过波片后它们仍然沿着原有的方向传播，且会产生相位偏移。相移量取决于波片的厚度，材料和工作波长。常用的波片包括半波片和四分之一波片。

## 半波片
偏振光通过半波片后，仍为线偏振光，但是，其合振动的振动面与入射线偏振光的振动面转过2θ。若θ=45°，则出射光的振动面与原入射光的振动面垂直，也就是说，当θ=45°时，半波片可以使偏振态旋转90°。

## 四分之一波片
偏振光的入射振动面与波片光轴的夹角为45°时，通过四分之一波片的光为圆偏振光，反之，当圆偏振光经过四分之一波片后，则变为线偏振光。当光两次通过四分之一波片时，作用相当于一个半波片。